# 铸币广场 (阿姆斯特丹)

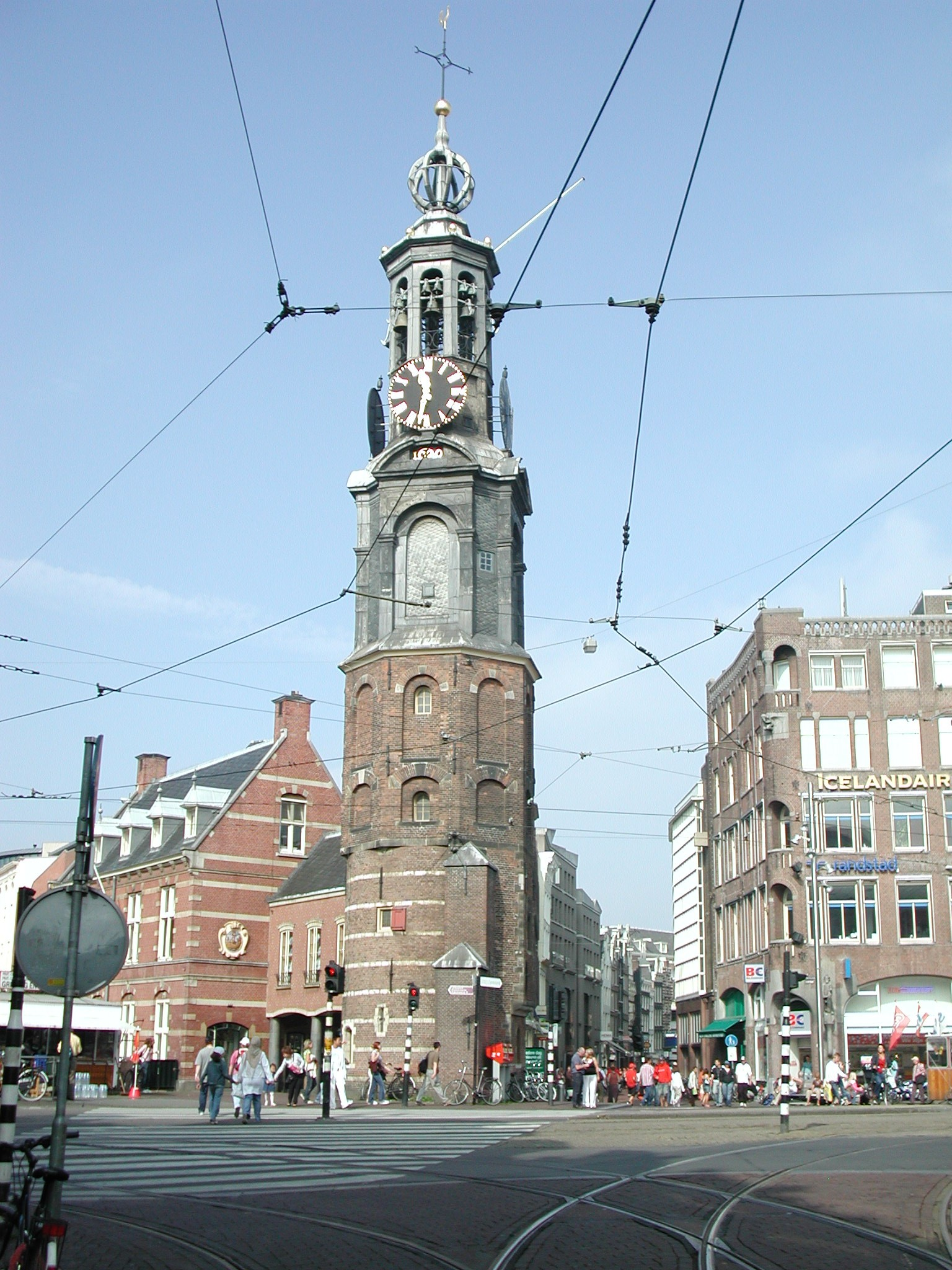

铸币广场（荷蘭語：Muntplein）是阿姆斯特丹中心的一个广场。该广场实际上是一座桥，是阿姆斯特丹最宽的桥梁。這個橋跨越辛厄尔运河之上，辛厄尔运河在此处流入阿姆斯特尔河。阿姆斯特丹的所有桥梁都被编号，而铸币广场编为1号。
铸币广场得名于广场上的铸币塔。此塔曾经是三个主要的中世纪古城门之一的一部分。在17世纪，它暂时担任铸币厂。
铸币广场的名称可追溯至1917年。该广场原名绵羊广场（Schapenplein），从1877年到1917年称为索菲亚广场（Sophiaplein），得名于威廉三世的首任王后符腾堡的索菲亚。

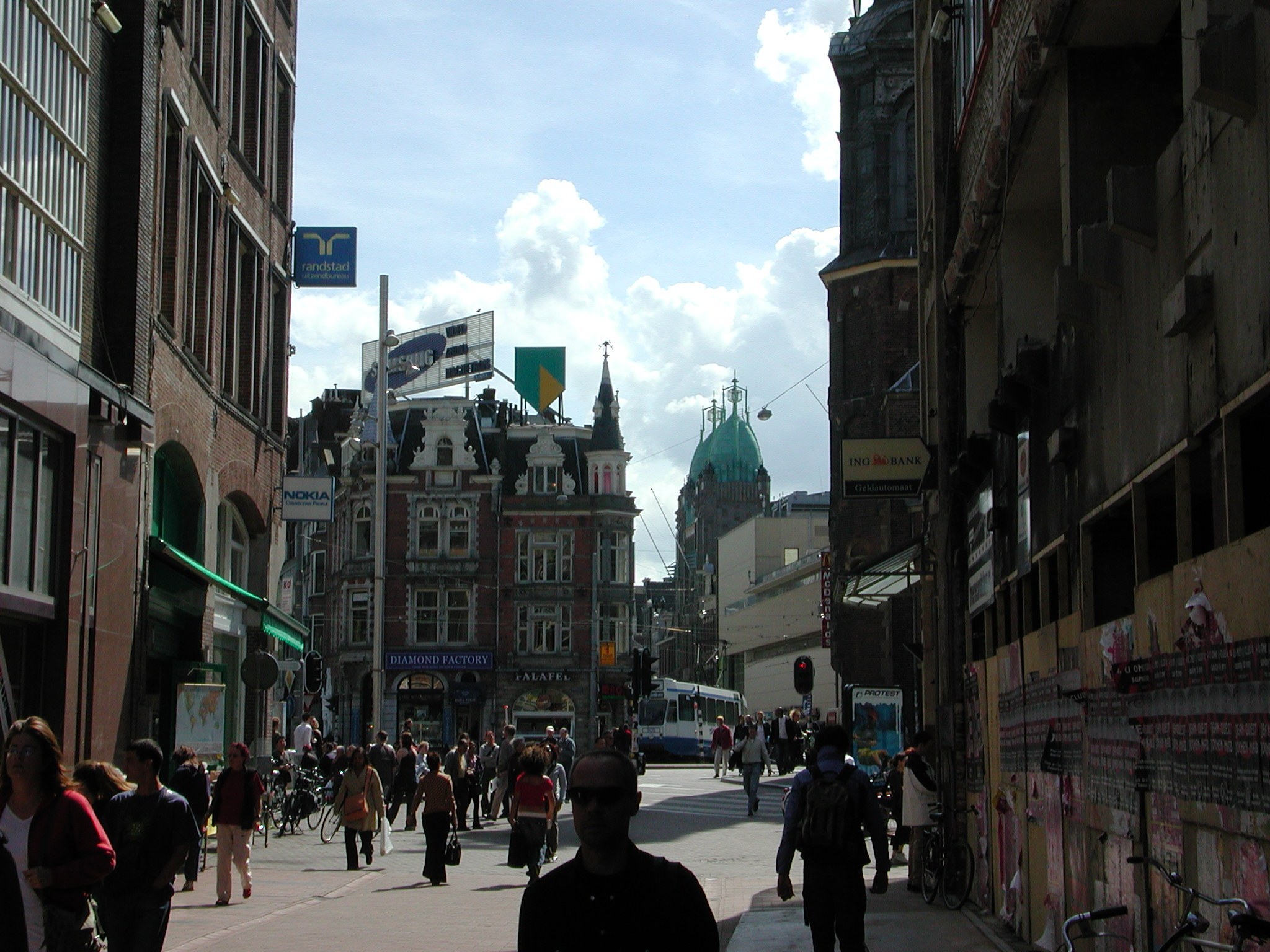
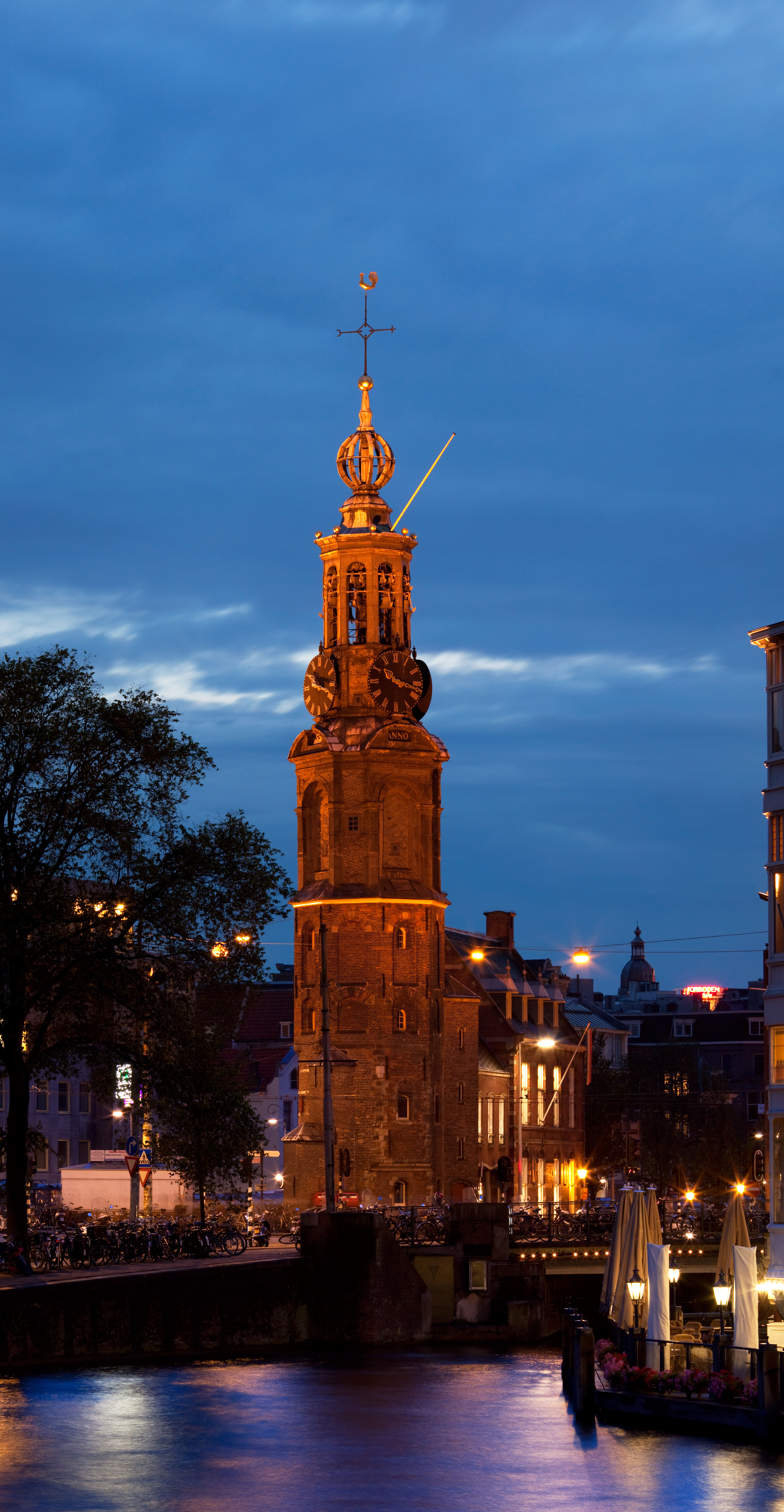
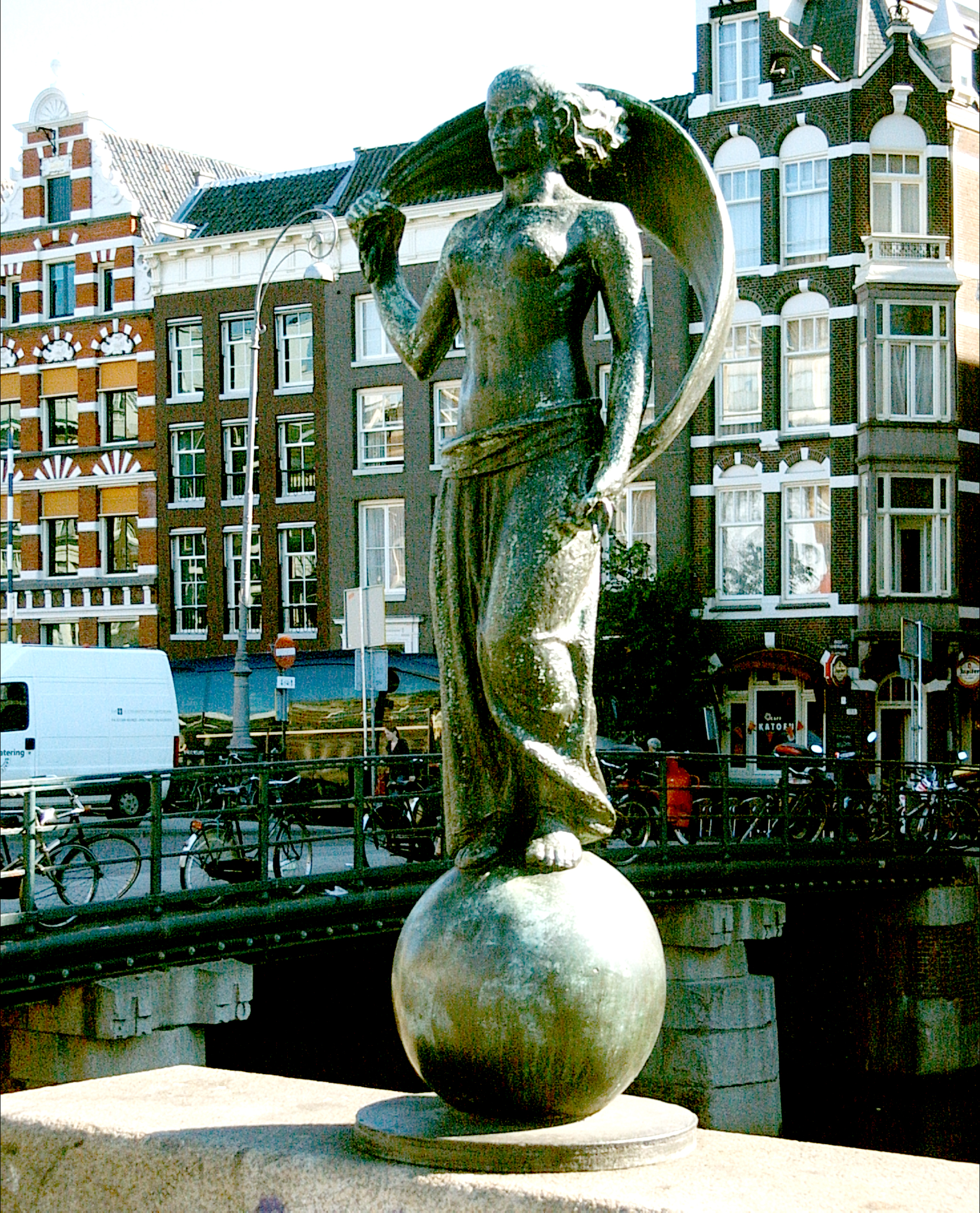
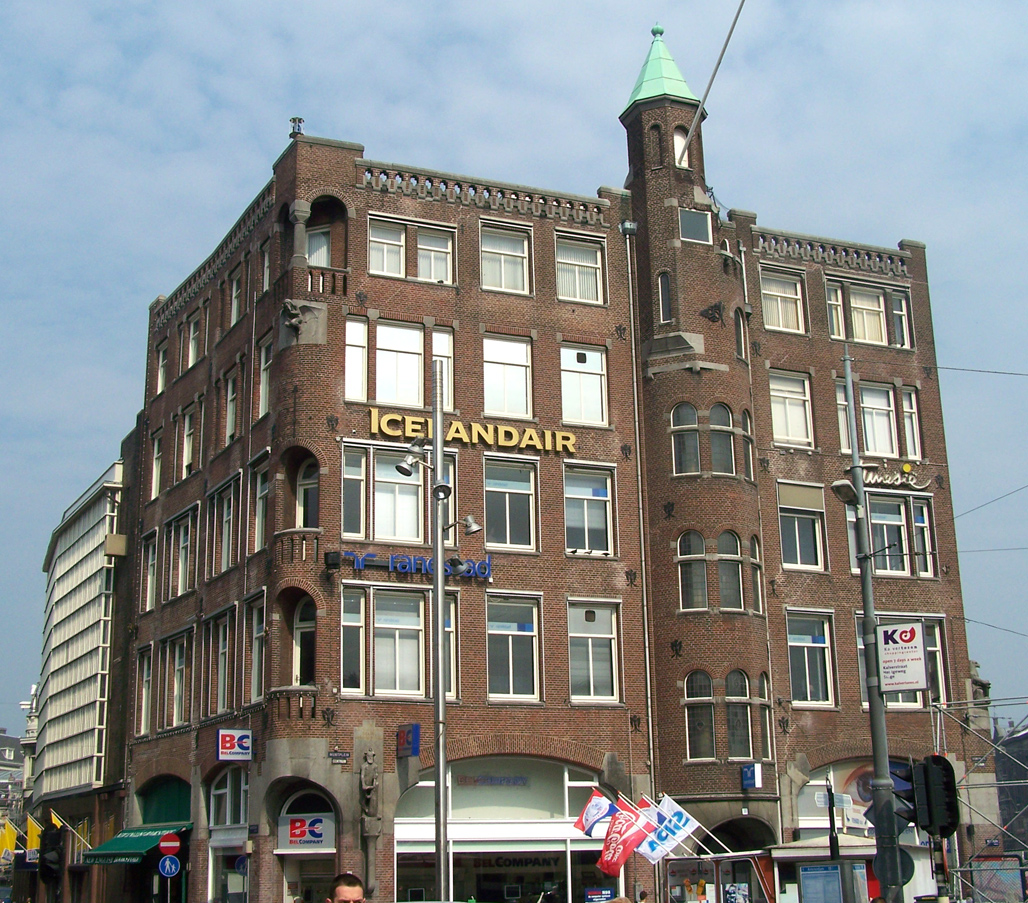